# Gloria Jacobsen
Gloria Ruth Jacobsen Palmer/Marcom (alias Vampira!) est une illusionniste américaine née en 1927 et décédée en 2002.

## Biographie
Gloria Ruth Jacobsen est née le 21 août 1927 à Dingle (Idaho). Elle a grandi à Cokeville (Wyoming).
Elle fut connue sous les noms de Gloria Jacobsen, Gloria Palmer, Gloria Marcom et de Vampira!.
En 1947, elle épouse l'illusionniste Tom Palmer (Tony Andruzzi), avec qui elle fera des tournées pendant des années, en participant à son spectacle comme assistante. En 1960, elle crée son propre numéro Vampira !, qu'elle présentera pendant de nombreuses années et avec qui elle gagne le trophée PCAM en 1961 et le trophée du meilleur numéro de scène lors de la convention de l'Association des Magiciens Texans (TAOM - Texas Association of Magicians) à Dallas en 1975. Elle publiera son numéro Vampira !.
En 1963, elle divorce et part travailler au Texas à Dallas dans le magasin "Douglas Magicland". Elle fut l'un des fondateurs, avec John et Rose Gladfelter et Van Cleve de The Elders, une compagnie magique de Dallas.
En 1968, elle abandonne le "Douglas Magicland" et épouse le prestidigitateur Ralph Marcom (MarcoM the Mountebank). Elle travaillera avec lui des années, ils gagneront le trophée de la meilleure magie comique lors de la convention de l'Association des Magiciens Texans à Fort Worth en 1973.
Elle eut trois enfants Tom Palmer, Nicolette Palmer et Madelyne Marcom et compta parmi ses amis de nombreuses personnalités magiques comme Clarke Crandall, Van Cleve, Mark Wilson, Howard Hale, Al Sharpe, Dai Vernon, Bob White, Siegfried et Roy
Elle décéda le 17 mai 2002.

### Activité associative
- Secrétaire de Magi-gals
- Gérait la publication du Wizards' Scroll du Dallas Magic Club
- Membre de l'International Brotherhood of Magicians et de l'Association des Magiciens Texans

## Publications
- Palmer, Gloria, 1968, Vampira, Magic Inc, Chicago, 20 p.
- Marcom, Ralph A., 1979, Marcom presents magic, Magic Inc, Chicago, 70 p. Contient Vampira, Revamped, nouvelle version de Vampira.

## Sources
- (en) Page biographique écrite par son fils